# Melicope benguetensis
Melicope benguetensis är en vinruteväxtart som först beskrevs av Adolph Daniel Edward Elmer, och fick sitt nu gällande namn av Thomas Gordon Hartley. Melicope benguetensis ingår i släktet Melicope och familjen vinruteväxter. Inga underarter finns listade i Catalogue of Life.